# قره محمد (زرینه‌رود)
قره محمد (خدابنده)، روستایی از توابع بخش بزینه‌رود شهرستان خدابنده در استان زنجان ایران است.

## جمعیت
این روستا در دهستان زرینه‌رود (خدابنده) قرار دارد و براساس سرشماری مرکز آمار ایران در سال ۱۳۸۵، جمعیت آن ۲۸۳ نفر (۶۰خانوار) بوده‌است. کشت اصلی روستا انگور و گندم دیم و جو می‌باشد. ازمحصول انگور کشاورزان قسمتی فروخته می‌شود وقسمت دیگر به شیره انگور یا کشمش تبدیل می‌گردد. این روستادارای یک مدرسه ابتدایی ۵ کلاسه به نام دبستان ۲۲ بهمن بوده که در سال ۱۳۶۹ و ۷۰ توسط سرباز معلم روستا آقای یعقوبی وکمک دانش آموزان ساخته شد و اکنون بازسازی شده‌است.